# (73281) 2002 JZ59
(73281) 2002 JZ59 – planetoida z pasa głównego asteroid okrążająca Słońce w ciągu 5,64 lat w średniej odległości 3,17 j.a. Odkryta 9 maja 2002 roku.